# Singapore Flyer
La Singapore Flyer, avec ses 165 mètres de hauteur, était la plus haute grande roue du monde jusqu'au 31 mars 2014 (dépassée aujourd'hui par la High Roller de Las Vegas et par la Ain Dubai  de Dubaï).
Elle a commencé à tourner le 11 février 2008 et fut inaugurée officiellement le 1er mars 2008.